# Lennoxtown
Lennoxtown, schottisch-gälisch: Baile na Leamhnachd, ist eine Ortschaft in der schottischen Council Area East Dunbartonshire. Sie liegt am Nordrand des Central Belts etwa 13 km nordöstlich von Glasgow und 26 Kilometer westlich von Falkirk am Fuß der Hügelkette Campsie Fells.

## Geschichte
Die Ortschaft liegt auf dem Gebiet des ehemaligen Herzogtums Lennox und wurde im späten 18. Jahrhundert als Plansiedlung unter dem Namen Newtown of Campsie nordwestlich von Milton of Campsie von der Familie Lennox gegründet. Bis zu deren Auflösung im Jahre 1975 gehörte die Ortschaft zu der Verwaltungsgrafschaft Stirlingshire. Lennoxtown entwickelte sich als Textilindustriestandort, an dem auch Aluminium verhüttet und Nägel produziert wurden. Außerdem wurden dort in der Vergangenheit Kohle und Kalk abgebaut. Die Einwohnerzahl wuchs von 2820 im Jahr 1841 innerhalb von 30 Jahren auf 3917 an. 1981 lebten 4829 Personen in Lennoxtown, während es bei der Volkszählung 2011 nur noch 4094 Personen waren.

## Sehenswürdigkeiten
Die Herrscherfamilie Lennox errichtete in den 1840er Jahren nordwestlich von Lennoxtown am Fuße der Campsie Fells das Schloss Lennox Castle. Dieses ist nach einem Brand im Jahre 2008 nur noch als Ruine erhalten. Auf Grund seiner architektonischen Bedeutung ist Lennox Castle in der höchsten schottischen Denkmalkategorie A gelistet. Mit der Campsie High Church befindet sich ein zweites Baudenkmal der Kategorie A in Lennoxtown. Das aus dem Jahre 1828 stammende Kirchengebäude ist heute ebenfalls nur noch als Ruine erhalten.

## Persönlichkeiten
Söhne und Töchter der Gemeinde
- Alex Ferns (* 1968), Schauspieler
- James Lang (1851–1929), Fußballspieler
- Lulu (* 1948), Sängerin und Schauspielerin
- Ian Murray (1932–2016), römisch-katholischer Bischof von Argyll and the Isles